# Platysenta lineata
Platysenta lineata är en fjärilsart som beskrevs av Druce 1889. Platysenta lineata ingår i släktet Platysenta och familjen nattflyn. Inga underarter finns listade i Catalogue of Life.